# Pál Gábor
Pál Gábor (ur. 2 listopada 1932 w Dunaföldvár, zm. 21 października 1987 w Rzymie) – węgierski reżyser filmowy, autor filmów rozrachunkowych ze stalinowską przeszłością.

## Wybrana filmografia
- Horyzont (Horizont) – 1970
- Podróże z Jakubem (Utazás Jakkabal) - 1972
- Vera Angi (Angi Vera) - 1978
- Stracone życie (Kettévált mennyezet) - 1981
- Galopem przez pusztę (Hosszú vágta)- 1983